# الیکایی خاکستری‌نوار
الیکایی خاکستری‌نوار (نام علمی: Campylorhynchus megalopterus) نام یک گونه از سرده خمیده‌منقارها است.